# 三沢 (菊川市)
三沢（みさわ）は静岡県菊川市の大字。

## 地理
菊川市の中部、横地地区の南部に位置する。東で丹野、西・北で東横地、南で下平川及び棚草と接する。

### 字一覧
100近い字がある（2018年（平成30年）10月16日現在）。
- 道岸（どうがん）
- 大下（おおした）
- 内堀田（うちほりた）
- 四三田（よさんだ）
- 久根添（くねぞえ）
- 山崎（やまざき）
- 川向（かわむかい）
- 薮下（やぶした）
- 惣作（そうさく）
- 百々（どうどう）
- 広（ひろ）
- 原下（はらした）
- 久保ノ谷（くぼのや）
- 前山（まえやま）
- ふしの木（ふしのき）
- 神田（かんだ）
- 堂山（どうやま）
- 前田（まえだ）
- 山王西（さんのうにし）
- 山王裏（さんのううら）
- 山王前（さんのうまえ）
- 山王東（さんのうひがし）
- 柿木ケ谷（かきのきがや）
- 団六
- 田中（たなか）
- 西原（にしはら）
- 峯西原（みねにしはら）
- 峯西山（みねにしやま）
- 峯甚七（みねじんしち）
- 殿ケ谷（とのがや）
- 丸山（まるやま）
- 小大田ケ谷（こおおたがや）
- 大田ケ谷（おおたがや）
- 新坂（しんさか）
- 山田（やまだ）
- 向山（むこうやま）
- 新坂上（しんさかかみ）
- 峯西（みねにし）
- 峯彦三（みねひこざん）
- 番匠跡（ばんしょうあと）
- 寺ノ谷（てらのや）
- 寺ノ谷口（てらのやぐち）
- 峯東（みねひがし）
- 宮下（みやした）
- 新太郎ケ谷（しんたろうがや）
- 菖蒲ケ谷（しょうぶがや）
- 北ノ谷（きたのや）
- 大池下（おおいけした）
- 小北谷（こきたのや）
- 楠沢
- ぬめり沢
- 仏沢
- 枇杷ケ沢
- 南ケ谷（みなみがや）
- 中尾根（なかおね）
- 荒子ケ谷（あらこがや）
- 荒子ケ谷峠（あらこがやとうげ）
- 刃太郎ケ谷（じんたろうがや）
- 熊ケ沢（くまがさわ）
- 百合切（ゆりきり）
- 穴ケ沢（あながさわ）
- 小能沢
- 茗ケ谷
- 古堤
- 細谷
- 佐次兵衛谷（さじべいや）
- 梨久保（なしくぼ）
- 篠ケ谷（しのがや）
- 平四郎ケ谷（へいしろうがや）
- 田ノ上（たのうえ）
- 平松ケ谷（ひらまつがや）
- 狐ケ谷向
- 西牛房谷
- 東牛房谷
- 東狐谷
- 耳附ケ谷
- 宮脇（みやわき）
- 杷平（はたいら）
- 猿田谷（さるたがや）
- 東猿田ケ谷
- 寺脇（てらわき）
- 水八
- 道岸（どうがん）
- 谷口段（やぐちだん）
- 段ノ坂上（だんのさかかみ）
- 奥屋敷（おくやしき）
- 門答ケ谷
- 牛房谷
- 東門答谷
- 新川堤
- 穴ケ沢峠（あながさわとうげ）
- 水入
- 西猿田ケ谷（にしさるたがや）
- 熊ケ沢（くまがさわ）
- 新太郎（しんたろう）
- 藤助ケ谷
- 狐ケ谷
- 四之田

## 歴史

### 沿革
- 1889年（明治22年）4月1日 - 町村制の施行により、城東郡三沢村が周辺の村と合併し、城東郡横地村となる[WEB 7]。旧村名は横地村の大字として残る[WEB 8]。
- 1896年（明治29年）4月1日 - 郡制の施行により所属郡が小笠郡に変更。
- 1952年（昭和27年）4月1日 - 平田村大字下平川との間で境界変更を実施。
- 1954年（昭和29年）1月1日 – 横地村が堀之内町・内田村・六郷村・加茂村と新設合併を行い、菊川町が発足する。
- 2005年（平成17年）1月17日 – 菊川町が小笠町と新設合併を行い、菊川市となる。

## 施設
- 菊川工業団地

## 交通

### バス
- 菊川市コミュニティバス三沢・河東コース：（菊川市立総合病院 方面 - ）三沢下集会所 - 三沢公民館（ - 菊川市立総合病院 方面）

## その他

### 学区
小学校・中学校の学区は以下の通りである。
| 番・番地等 | 小学校             | 中学校               |
| ---------- | ------------------ | -------------------- |
| 全域       | 菊川市立横地小学校 | 菊川市立菊川西中学校 |

### 警察
警察の管轄区域は以下の通りである。
| 番・番地等 | 警察署     | 交番・駐在所 |
| ---------- | ---------- | ------------ |
| 全域       | 菊川警察署 | 菊川駅前交番 |

### WEB
1. ↑  “h02_22.csv”.   総務省 (2022年2月10日). 2025年7月14日閲覧。
2. ↑  “静岡県菊川市 (22224)”.   人文学オープンデータ共同利用センター. 2025年7月14日閲覧。
3. ↑  “静岡県 菊川市 三沢の郵便番号 - 日本郵便”.   日本郵便. 2025年7月14日閲覧。
4. ↑  “市外局番の一覧”.   総務省 (2022年3月1日). 2025年7月14日閲覧。
5. ↑  “事業所案内及び管轄地域（事務所3件、分室3件）”.   一般社団法人静岡県自動車会議所. 2025年7月14日閲覧。
6. ↑  “菊川市小字一覧 - 静岡県オープンデータ”.   静岡県 (2018年10月16日). 2025年7月14日閲覧。
7. ↑  “historyofcities.pdf”.   静岡県総務部合併推進室・財団法人静岡県市町村振興協会. 2025年7月14日閲覧。
8. ↑  “解説ページ”.   株式会社エア. 2025年7月14日閲覧。
9. ↑  “菊川市／通学区域一覧”.   菊川市 (2024年4月1日). 2025年7月14日閲覧。
10. ↑  “交番駐在所一覧表｜静岡県警察”.   静岡県警察 (2023年6月12日). 2025年7月14日閲覧。